# Медаль «Ветеран службы» (Министерство обороны Украины)
Медаль «Ветеран службы» (укр. Медаль «Ветеран служби») — ведомственный поощрительный знак отличия Министерства обороны Украины .
Медаль является аналогом знака отличия «Ветеран военной службы», входившего в действующую до 2012 года предыдущую систему знаков отличия Министерства обороны Украины.

## История
30 мая 2012 года Президент Украины В. Ф. Янукович издал Указ, которым утвердил новое Положение о ведомственных поощрительных наградах; министрам, руководителям центральных органов исполнительной власти, руководителям (командующим) военных формирований, государственных правоохранительных органов было поручено обеспечить в установленном порядке пересмотр актов об установлении ведомственных поощрительных знаков отличия, приведение таких актов в соответствие с требованиями этого Указа. В течение 2012—2013 годов была разработана новая система поощрительных знаков отличия, утверждённая приказом Министерства обороны Украины от 11 марта 2013 года № 165 «О ведомственных поощрительных отличиях Министерства обороны Украины». Среди прочих приказом была установлена также предусмотренная Положением типовая награда – медаль «Ветеран службы».

## Положение о награде
- Медалью «Ветеран Службы» награждаются военнослужащие Вооружённых Сил Украины за высокие показатели в боевой и профессиональной подготовке, образцовое исполнение воинского долга и имеющие выслугу 25 и более календарных лет.
- Лица, которые ранее были награждены знаками отличия Министерства обороны Украины — медалями «За добросовестную службу» I, II, III степеней и «Ветеран военной службы», к награждению медалями «10 лет добросовестной службы», «15 лет добросовестной службы», «20 лет добросовестной службы» и «Ветеран службы» не подаются.
- В течение календарного года количество награждённых не может превышать 3500 человек.
- Военнослужащие, имеющие не снятые дисциплинарные взыскания, к награждению знаками отличия не подаются.
- Награждение медалями «10 лет добросовестной службы», «15 лет добросовестной службы», «20 лет добросовестной службы» и «Ветеран службы» осуществляется по случаю Дня Вооружённых Сил Украины или при увольнении военнослужащего с военной службы в запас (отставку) при наличии у него соответствующей выслуги лет в календарном исчислении.
- Повторное награждение одноимённым знаком отличия не проводится.
- Решение о награждении знаками отличия принимается Министром обороны Украины.
- Ведомственная награда в виде медали носится с левой стороны груди и размещается после знаков государственных наград Украины, иностранных государственных наград. При наличии у лица нескольких медалей носится лишь та, что была вручена последней.
- Вместо нагрудных знаков и медалей награждённый ведомственными наградами может носить планки к ним, которые размещаются после планок государственных наград Украины, иностранных государственных наград.

## Описание награды
- Медаль изготавливается из белого металла и имеет вид круга диаметром 32 мм. На лицевой стороне медали изображен крест, образованный четырьмя щитами, наложенный на скрещённые мечи остриями вверх. В центре креста изображен малый Государственный Герб Украины на фоне лаврового венка жёлтого металла. Щит малого Государственного Герба Украины покрыт эмалью синего цвета. Крест перевивает лента, покрытая эмалью белого цвета, с надписью «ВЕТЕРАН СЛУЖБИ». Обратная сторона медали плоская с надписью в две строки: «МІНІСТЕРСТВО ОБОРОНИ УКРАЇНИ».
- Все изображения и надписи рельефные. Медаль просечная.
- Медаль с помощью ушка и кольца соединяется с прямоугольной колодкой белого металла, обтянутой лентой. В нижней части колодки тонкая металлическая фигурная скобка с закругленным выступом и отверстием посередине для соединения колодки с медалью. Размер колодки: высота — 42 мм, ширина — 28 мм. При этом размер фигурной скобки: высота — 2 мм, ширина — 30 мм, высота закругленного выступа — 2 мм. На обратной стороне колодки — прорези для прикрепления ленты, а также застёжка для прикрепления медали к одежде.
- Лента медали шёлковая муаровая с продольными полосками: голубого цвета шириной 9 мм, жёлтого — шириной 10 мм, голубого — шириной 9 мм.
- Планка медали представляет собой металлическую пластинку, обтянутую соответствующей лентой. Размер планки: высота — 12 мм, ширина — 28 мм.

## См. Также
- Медаль «За военную службу Украине»
- Знак отличия «Ветеран военной службы»